# Karlín (district de Hodonín)
Pour les articles homonymes, voir Karlin.
Karlín (en allemand : Charlottenfeld) est une commune du district de Hodonín, dans la région de Moravie-du-Sud, en République tchèque. Sa population s'élevait à 228 habitants en 2020.

## Géographie
Karlín se trouve à 12 km à l'ouest-sud-ouest de Kyjov, à 18 km au nord-ouest de Hodonín, à 37 km au sud-est de Brno et à 221 km au sud-est de Prague.
La commune est limitée par Nenkovice au nord-est et à l'est, par Hovorany au sud et au sud-ouest et par Násedlovice au nord-ouest.

## Histoire
La première mention écrite de la localité date de 1292.